# Anisodes polysticta
Anisodes polysticta là một loài bướm đêm trong họ Geometridae.